# فريتز بولارد
فريتز بولارد (بالإنجليزية: Fritz Pollard)‏ هو لاعب كرة قدم أمريكية أمريكي، ولد في 27 يناير 1894 في شيكاغو في الولايات المتحدة، وتوفي في 11 مايو 1986 في سيلفر سبرينغ في الولايات المتحدة.

## وصلات خارجية
- فريتز بولارد على موقع مرجع كرة القدم المحترفة.كوم (الإنجليزية)
- فريتز بولارد على موقع IMDb (الإنجليزية)
- فريتز بولارد على موقع الموسوعة البريطانية (الإنجليزية)
- فريتز بولارد على موقع إن إن دي بي (الإنجليزية)